# 카를 폰 뷔르템베르크
카를 폰 뷔르템베르크(Carl Herzog von Württemberg, 1936년 8월 1일 ~ 2022년 6월 7일)는 1975년부터 2022년까지 뷔르템베르크가의 수장이었다. 그의 뒤를 이어 손자인 빌헬름이 계승했다.

## 생애
카를은 1936년 8월 1일 프리드리히스하펜에서 태어났다. 그는 뷔르템베르크 공작 필립 알브레히트(1893~1975)와 오스트리아 대공비 로사(1906~1983)의 둘째 아들로 태어났다. 그는 리들링겐의 고전 문법 학교와 튀빙겐 대학교에서 법학을 공부했다. 졸업 후 그는 알트스하우젠 궁전(Altshausen Palace)에 기반을 둔 가족 부동산 사업에 합류했다.
카를은 1959년 6월 29일 그의 형 루트비히가 계승권을 포기하면서 뷔르템베르크 가문의 수장직을 맡을 추정 상속인이 되었다. 그는 1975년 4월 15일 아버지가 돌아가시자 가족의 가장이 되었다. 가족 회사는 약 5,500헥타르의 숲, 약 2,000헥타르의 초원과 들판, 50헥타르의 포도원, 독일과 해외의 기타 토지, 캐나다와 오스트리아의 숲, 그리고 회사를 보유했다. 또한 뷔르템베르크 가문의 문화 기념물 약 70개를 유지하고 있다. 현재 부동산의 본부는 프리드리히스하펜 성(Friedrichshafen Castle)이다.
2022년 6월 7일, 카를은 라벤스부르크의 한 병원에서 85세의 나이로 사망했다. 카를의 장남 프리드리히(Friedrich)가 2018년 교통사고로 사망했기 때문에 그의 뒤를 손자 빌헬름(Wilhelm)이 계승했다.